# 穆斯捷圣玛丽
穆斯捷圣玛丽（法語：Moustiers-Sainte-Marie，法語發音：[mustje sɛ̃t maʁi]）是法国普罗旺斯-阿尔卑斯-蓝色海岸大区上阿尔卑斯省的一个市镇，属于迪涅莱班区。

## 地理
穆斯捷圣玛丽（43°50'51"N, 6°13'16"E）面积87.97 平方千米，位于法国普罗旺斯-阿尔卑斯-蓝色海岸大区上普罗旺斯阿尔卑斯省，该省份为法国东南部内陆省份，北起上阿尔卑斯省，西接沃克吕兹省，西北接德龙省，南至瓦尔省，东临滨海阿尔卑斯省，东北部与意大利接壤。
与穆斯捷圣玛丽接壤的市镇（或旧市镇、城区）包括：马雅斯特尔、韦尔东河畔拉帕吕、皮穆瓦松、鲁穆勒、韦尔东河畔圣克鲁瓦、圣瑞尔、艾吉讷、韦尔东河畔莱萨勒。
穆斯捷圣玛丽的时区为UTC+01:00、UTC+02:00（夏令时）。

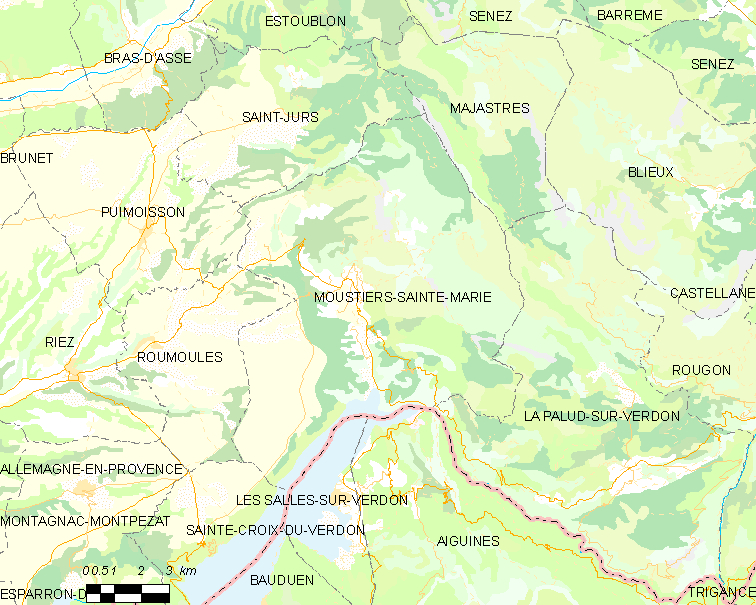
穆斯捷圣玛丽的OSM定位图

## 行政
穆斯捷圣玛丽的邮政编码为04360，INSEE市镇编码为04135。

## 政治
穆斯捷圣玛丽所属的省级选区为里耶兹县。

## 人口

1962-2008年间穆斯捷圣玛丽人口变化图示

穆斯捷圣玛丽于2022年1月1日时的人口数量为695人。